# Federació Panamericana de Futbol Americà
La Federació Panamericana de Futbol Americà o PAFOAF (anglès: Pan American Federation of American Football) és la federació de futbol americà rectora d'aquest esport en tot el continent americà i és la representant continental davant la IFAF.

## Membres
- Selecció de futbol americà de l'Argentina
- Selecció de futbol americà de Bahames
- Selecció de futbol americà de Brasil
- Selecció de futbol americà del Canadà
- Selecció de futbol americà de Xile
- Selecció de futbol americà de Colòmbia
- Selecció de futbol americà de Costa Rica
- Selecció de futbol americà dels Estats Units
- Selecció de futbol americà de Guatemala
- Selecció de futbol americà d'Hondures
- Selecció de futbol americà de Mèxic
- Selecció de futbol americà de Nicaragua
- Selecció de futbol americà de Panamà
- Selecció de futbol americà de Paraguai
- Selecció de futbol americà d'Uruguai
- Selecció de futbol americà de Veneçuela